# Bosbaan
Bosbaan (slovenski dobesedni prevod Gozdna proga) je najstarejše umetno zgrajeno prizorišče za veslaške regate na svetu. Leži v bližini glavnega mesta Nizozemske, Amsterdama. 
Bosbaan je bil zgrajen leta 1936 in je imel sprva pet veslaških prog. Leta 1954 so zaradi organizacije Evropskega prvenstva v veslanju prizorišče razširili na šest prog. Na tem prvenstvu so prvič smele nastopiti tudi ženske. 
Leta 2001 so Bosbaan spet prenovili. Zdaj meri v dolžino 2.200 metrov in ima osem veslaških prog. Julija 2005 so prvič po širitvi organizirali mednarodno tekmovanje, Svetovno prvenstvo v veslanju do 23 let.
Leta 2006 je bilo tam organizirano Mladinsko svetovno prvenstvo v veslanju, leta 2007 pa je bila tam organizirana druga regata Svetovnega pokala v veslanju.